# Saint-Yvi

Saint-Yvi este o comună în departamentul Finistère, Franța. În 1 ianuarie 2022 avea o populație de 3.418 de locuitori.